# Пожар в Перми (1842)
Городской пожар в Перми 14 (26) сентября 1842 года — наиболее разрушительный пожар в истории Перми, значительно повлиявший на облик центральной части города.

## Опасения и предосторожности
Лето 1842 года было очень засушливым. По воспоминаниям современника событий Д. Д. Смышляева, после уничтожившего значительную часть города пожара в Казани 24 августа 1842 года среди пермяков распространились опасения и за свой город. Поначалу это были всего лишь «обыкновенные провинциальные толки», пока весь город в начале сентября не был окончательно встревожен слухами «о найденных в разных местах анонимных записках» с предуведомлением о том, что 14 сентября город Пермь будет выжжен. В некоторых записках жителям предлагалось заблаговременно принять меры по спасению имущества. Рассказывали также о поимке неких подозрительных людей с легковоспламеняющимися веществами. Затем поползли слухи о заборах, измазанных воспламеняющимися на солнце веществами, и горожане стали вырубать из своих заборов подозрительные места. Предчувствию катастрофы в суеверных умах способствовало и солнечное затмение 26 июня (8 июля):210—211.
Во многих домах запасали побольше воды. Горожане стали прибирать ценное имущество, чтобы в случае пожара оно было под рукой, а отдельные пермяки даже вывозили его за город. Были установлены дежурства: одни спят ночью, а другие днём. Все бодрствующие выходили в ночной караул. 12 сентября загорелась столовая в отделении кантонистов (в районе Казанской заставы):211—212, но благодаря обособленному расположению здания и работе пожарной команды при поддержке населения огонь был потушен за два часа. После этого паника в городе достигла своего максимума. Некоторые считали приближающуюся катастрофу неминуемой и уже не видели смысла что-либо делать для её предотвращения, а лишь «плакали и молились».

## Пожар
Пожар 14 сентября по одним данным начался в тёплое солнечное утро, когда многие горожане были в церквях по поводу празднования Воздвижения Креста Господня, по другим — в 2 часа дня или вскоре после обедни:212. Когда их застал звук набата, они бросились по своим домам спасать своё имущество. Деревянных домов в то время было гораздо больше, чем каменных:217, поэтому к ночи весь город был охвачен огнём. Говорили, будто зарево пожара было видно в Оханске, за 67 вёрст от Перми. Закончился пожар не ранее полудня следующего дня.
По воспоминаниям Д. Д. Смышляева, огонь показался первоначально на сеннике при постоялом дворе мещанина Никулина на Екатерининской улице. При сильном ветре он быстро пошёл по левой (северной) стороне этой улицы в сторону Ягошихи и в то же время от дома губернского землемера Киттары направился к Каме по правой (восточной) стороне Оханского проулка. По Екатерининской улице пожар дошёл до Соликамского проулка и далее по Пермской улице к Петропавловскому собору. Почти одновременно с домом Никулина, загорелась пильная мельница на Ягошихе. То есть город загорелся с двух сторон. От пильной мельницы огонь перешёл на стоявшую ниже круподёрку и постройки вдоль Ягошихи. Пламя по обеим сторонам Оханского проулка шло до будущего полицейского пруда (русло Медведки), захватило часть Покровской улицы до Широкого проулка, направилось к Сибирскому проулку по Торговой и Монастырской улицам и, наконец, замкнулось с пожаром, бушевавшим около Ягошихи и Петропавловского собора. Пространство, ограниченное северной стороной Екатерининской улицы до Соликамского проулка, Широким и Верхотурским проулками, руслами Медведки, Ягошихи и Камы, «обратилось в дымящуюся площадь, уставленную печными трубами деревянных и обгорелыми стенами каменных домов». Потерявшие жильё жители города переправлялись за бульвар, на берега Камы, Ягошихи и в другие безопасные места.
Согласно «Плану г. Перми с показанием зданий, сгоревших во время пожара 14 сентября 1842 года», хранящемуся в Российском государственном военно-историческом архиве, сгорели почти все здания в пространстве между улицами Монастырской, Кунгурской, Екатерининской и Чердынской.

## Ущерб
По воспоминаниям Д. Д. Смышляева, «было не до церемоний, не до поддержания собственного достоинства — аристократы, перемешанные с плебеями, кого в чём застал пожар и что на ком уцелело во время общей суматохи, в беспорядке бродили между грудами спасённого в самом жалком виде имущества… Раздавался крик голодных и напуганных детей, стенания и вопли взрослых, из которых многие лишились последнего, бабы голосили на разные тоны… все измученные, убитые горем, с мыслию о котором ещё не успели свыкнуться…». В пожаре сгорело 300 домов.
Огонь истребил лучшую и главнейшую часть Перми. Сгорели все старейшие дома на площади у Петропавловского собора и Петропавловской улице — памятники времён наместничества: обширный «дворец» или бывший генерал-губернаторский дом, дома губернатора и вице-губернатора, дума, здание губернской чертёжной, старинные корпуса казарм, где некогда помещались губернские присутственные места, мужская гимназия, обширный частный дом Смышляева, дома Походяшина. Также сгорели дома почтовой и удельной контор, дома заводовладельцев по Монастырской улице, главная и горная гауптвахты:217—222, губернская аптека, горное правление, пробирная палатка, магистрат и др. В эпицентре пожара сохранились только дом Чадина (с чем связана одна из городских легенд), дом горного начальника и южная половина гостиного двора.
В пожаре погибло немало библиографических редкостей, архивных и музейных материалов, например, архивы литературных деятелей А. Ф. Мерзлякова (1778—1830) и В. Т. Феонова (1794—1835):214—215.

## Расследование
Причины пожара остались до конца не выясненными, хотя было широко распространено мнение о поджоге. Была создана «Пермская комиссия, учреждённая для установления причин пожара в Перми». Городское общество, недовольное действиями полиции, жаловалось на неё министру. Вследствие чего в Пермь из столицы приезжала особая комиссия во главе с флигель-адъютантом государя князем Л. Л. Радзивиллом для исследования дела, которое окончилось переводом пермского полицмейстера Вайгеля в другую губернию:216.
По делу привлекалось много людей: праздно «шатающиеся» накануне пожара по базару горожане, люди с просроченными паспортами и билетами о выезде, крестьяне близлежащих сёл, без документов отлучившиеся в город, арестованные по слуху и по доносу, а то и просто «подозрительные лица». Наконец губернатор И. И. Огарёв при флигель-адъютанте объявил, что поджог совершил мастеровой кунгурского уезда Михайло Семенов Старков, — свидетели слышали его разговор и слова, что «в Перми он сделал худо». Хотя сам Старков утверждал на допросах, что говорил только о краже вещей во время пожара, его приговорили лишить всех прав состояния и доброго имени, в торговый день на площади через палача наказать кнутом и сослать в каторжные работы. Вина его ныне представляется сомнительной.

## Восстановление
Несмотря на весьма холодное время, погорельцы оставались на бивуаках, пока начальство не сделало распоряжение об отводе им бесплатных квартир в уцелевших от пожара домах. Вскоре была получена значительная сумма от императора Николая I для раздачи единовременного пособия погоревшим и, кроме того, особая сумма, предназначавшаяся для денежных ссуд тем из них, которые желали строиться. Ссуды раздавались на 17 лет, без процентов за 2 первых года и с процентами за остальные 15 лет. Сверх того, тогдашний председатель палаты государственных имуществ Кузьминский получил у своего начальства разрешение на выдачу годового, не в зачёт, жалования тем из своих подчинённых, которые пострадали от пожара.
Пожар сильно изменил внешний вид города. После него значительно погоревший город начал массово строиться заново, причём возводились преимущественно каменные дома. Центр города от надолго опустевших окрестностей Петропавловского собора:223 переместился на Сибирскую улицу, ставшую в дальнейшем главной улицей в городе. Также город начал расти вдоль Камы. Пожар долго оставался вехой в истории города, разделив её на «до пожара» и «после пожара»:223-224.